# Isa (nome)
Isa  è un nome proprio di persona italiano femminile.

## Origine e diffusione
È un ipocoristico che può derivare da vari nomi, come ad esempio Isabella, Isidora, Isotta, Luisa ed Elisa. Alcune fonti gli danno invece un'origine indipendente, celtica, col significato di "luminosa".
Il nome è in uso anche nelle lingue olandese, spagnola e tedesca.

## Onomastico
L'onomastico si può festeggiare lo stesso giorno dei nomi di cui costituisce un ipocoristico.

## Persone

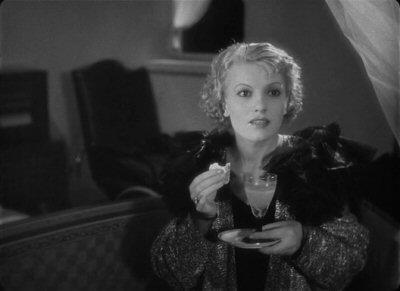
Isa Miranda

Isa Pola

- Isa B, conduttrice televisiva italiana
- Isa Barzizza, attrice e doppiatrice italiana
- Isa Bellini, cantante, attrice e doppiatrice italiana
- Isa Bluette, attrice teatrale, cantante e soubrette italiana
- Isa Danieli, attrice italiana
- Isa Di Marzio, attrice, doppiatrice e cantante italiana
- Isa Gallinelli, attrice italiana
- Isa Jank, attrice tedesca
- Isa Miranda, attrice italiana
- Isa Petrozzani, pittrice italiana
- Isa Pizzoni, scultrice italiana
- Isa Pola, attrice italiana
- Isa Querio, attrice italiana